# Dve mogili (obchtina)
Dve mogili (bulgare : Две могили) est une obchtina de l'oblast de Roussé en Bulgarie.